# 野帳

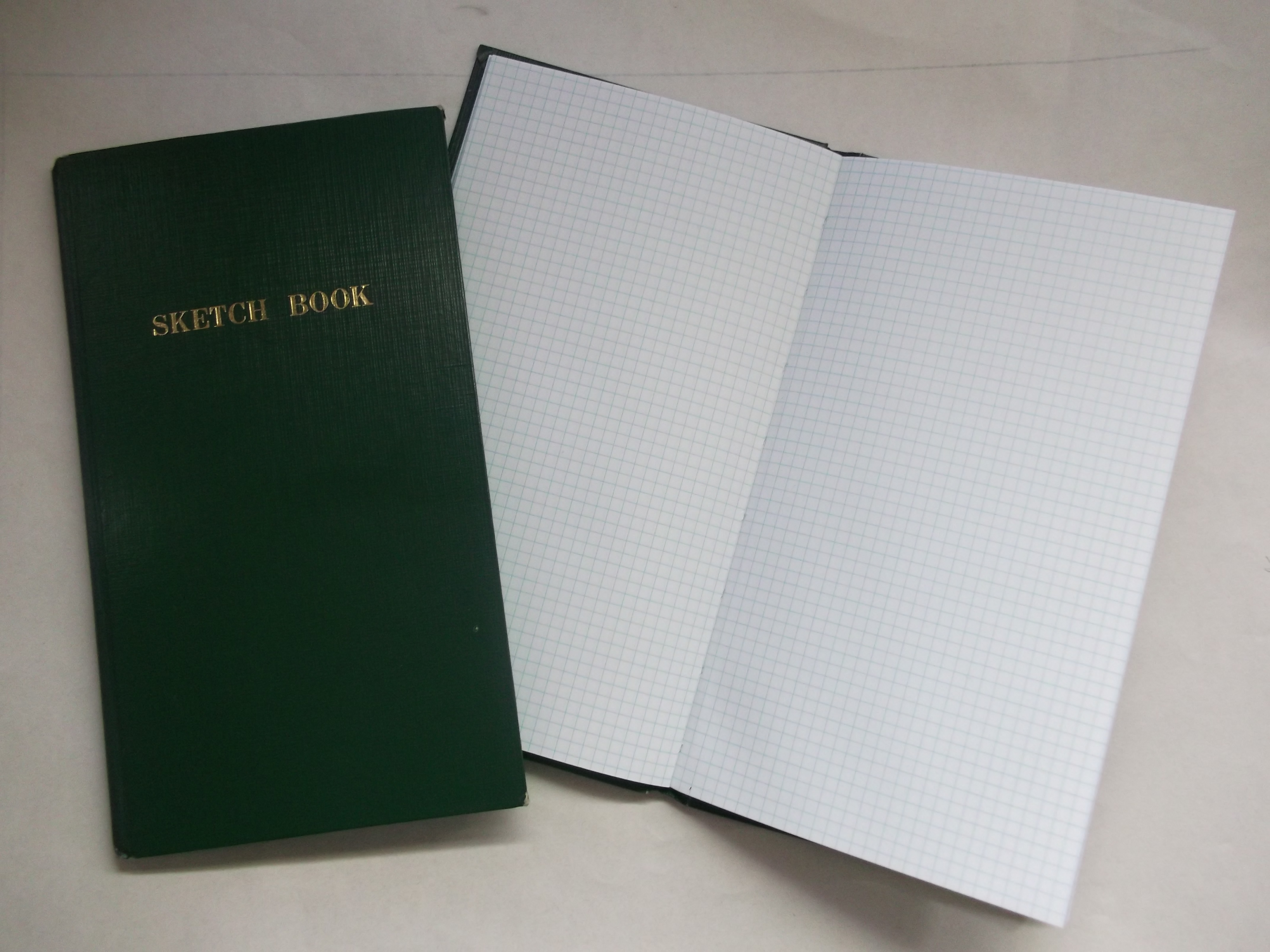
方眼タイプの野帳

野帳（やちょう、field books）とは、野外での記入を想定した、縦長で硬い表紙のついた手帳（ノート）のこと。雨天に備えて防水加工が施された表紙、ビニールカバーの付いたものなどもある。和製英語でフィールドノートともいう。
土木・林業業務、様々な研究、あるいは趣味目的で、野外で調査を行う際に、観察・測量・測定した結果を記録する目的で使用される（例：地質調査、野鳥観察など）。目的の用途に合わせて縦横の罫線が引かれていたり無地だったりする。
野外調査の記録（をまとめたもの）をフィールドノートということもある（英語で「field notes」という場合はこちらの意味である）。

## 用途
地質学においてフィールドノートは、主に野外調査での露頭のスケッチで使用される。この他、観察記録のメモや簡素なルートマップの作成、走向板の代用として用いられることもある。
人文地理学の野外調査では、景観観察や聞き取り調査の記録目的でフィールドノートが用いられる。ノートの形式や取り方は人それぞれであるが、使い方の例が月刊「地理」の特集で紹介されている（第25巻5号(1980年)、第32巻8号(1987年)、第60巻9号(2015年)など）。調査時にはまず調査年月日・場所（移動する場合は時刻も）などの明記が必要である。また、記録時には余白を十分にとること、紛失時に備えノートの所有者の住所・氏名の明記も推奨されている。

## 製品
- 「測量野帳」（コクヨ、表紙が緑色である）[6]
- フィールドノート（古今書院、表紙に目盛がある）[6]

また、携帯機器を使った「電子野帳」やスマートフォン用のアプリ（eYACHOなど）もある。紙の野帳と同様の情報をデータベース化するためのパソコン用ソフトウェアもある。